# Henry Waldron

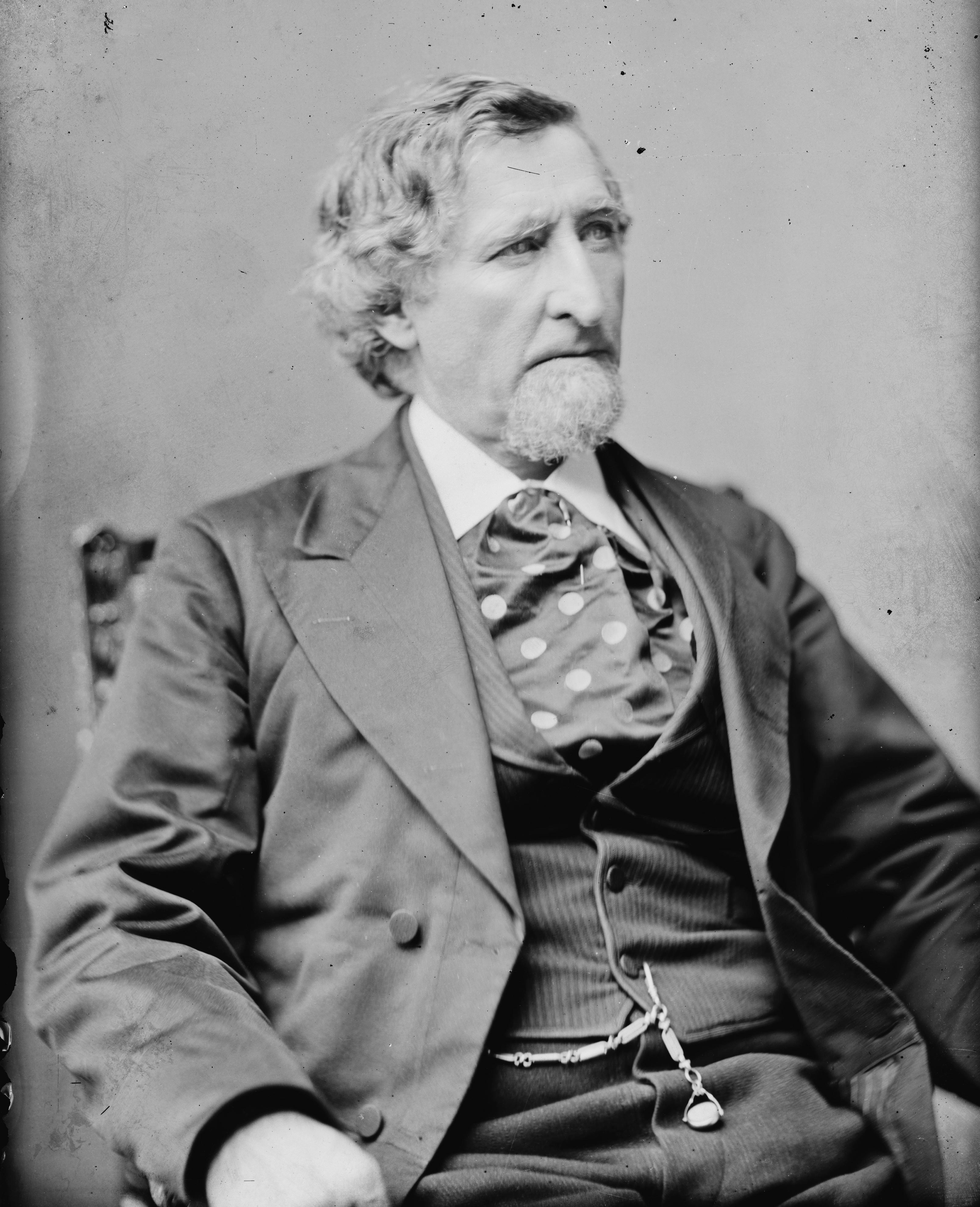
Henry Waldron

Henry Waldron (* 11. Oktober 1819 in Albany, New York; † 13. September 1880 in Hillsdale, Michigan) war ein US-amerikanischer Politiker. Zwischen 1855 und 1877 vertrat er mehrfach den Bundesstaat Michigan im US-Repräsentantenhaus.

## Werdegang
Henry Waldron besuchte die Albany Academy und danach bis 1836 das Rutgers College in New Brunswick (New Jersey). Im Jahr 1837 zog er nach Michigan, wo er Ingenieur beim Eisenbahnbau wurde. Seit 1839 lebte er in der Stadt Hillsdale. Zwischen 1846 und 1848 war Waldron Direktor der Eisenbahngesellschaft Michigan Southern Railroad. Danach wurde er der erste Präsident der Detroit, Hillsdale & Southwestern Railroad. Außerdem war er Präsident der Second National Bank of Hillsdale seit deren Gründung bis zum Jahr 1876.
Politisch war Waldron zunächst Mitglied der Whig Party. Im Jahr 1843 saß er als Abgeordneter im Repräsentantenhaus von Michigan. 1848 war er Wahlmann seiner Partei bei den Präsidentschaftswahlen. Damals wurde der Whig-Kandidat Zachary Taylor zum Präsidenten gewählt. Nach der Auflösung seiner Partei Mitte der 1850er Jahre schloss sich Waldron der neu gegründeten Republikanischen Partei an. Bei den Kongresswahlen des Jahres 1854 wurde er im zweiten Wahlbezirk von Michigan in das US-Repräsentantenhaus in Washington, D.C. gewählt, wo er am 4. März 1855 die Nachfolge von David A. Noble antrat. Nach zwei Wiederwahlen konnte er bis zum 3. März 1861 drei Legislaturperioden im Kongress absolvieren. Diese waren von den Ereignissen im Vorfeld des Bürgerkrieges geprägt. Von 1855 bis 1857 war Waldron Vorsitzender des Ausschusses zur Kontrolle der Ausgaben des Finanzministeriums. Im Jahr 1860 verzichtete er auf eine weitere Kandidatur für den Kongress.
1870 kehrte Waldron auf die politische Bühne zurück. In diesem Jahr wurde er im ersten Distrikt von Michigan als Nachfolger von Fernando C. Beaman erneut in das US-Repräsentantenhaus gewählt. Nach zwei Wiederwahlen konnte er dort bis zum 3. März 1877 drei weitere Legislaturperioden verbringen. Seit 1873 vertrat er als Nachfolger von William L. Stoughton wieder den zweiten Bezirk seines Heimatstaates. Von 1871 bis 1873 leitete Henry Waldron den Bergbauausschuss im Kongress. Im Jahr 1876 verzichtete Waldron endgültig auf eine weitere Kandidatur. Von 1876 bis zu seinem Tod war er Präsident der First National Bank of Hillsdale. Er starb am 13. September 1880 in Hillsdale.